# Tyrone Downie

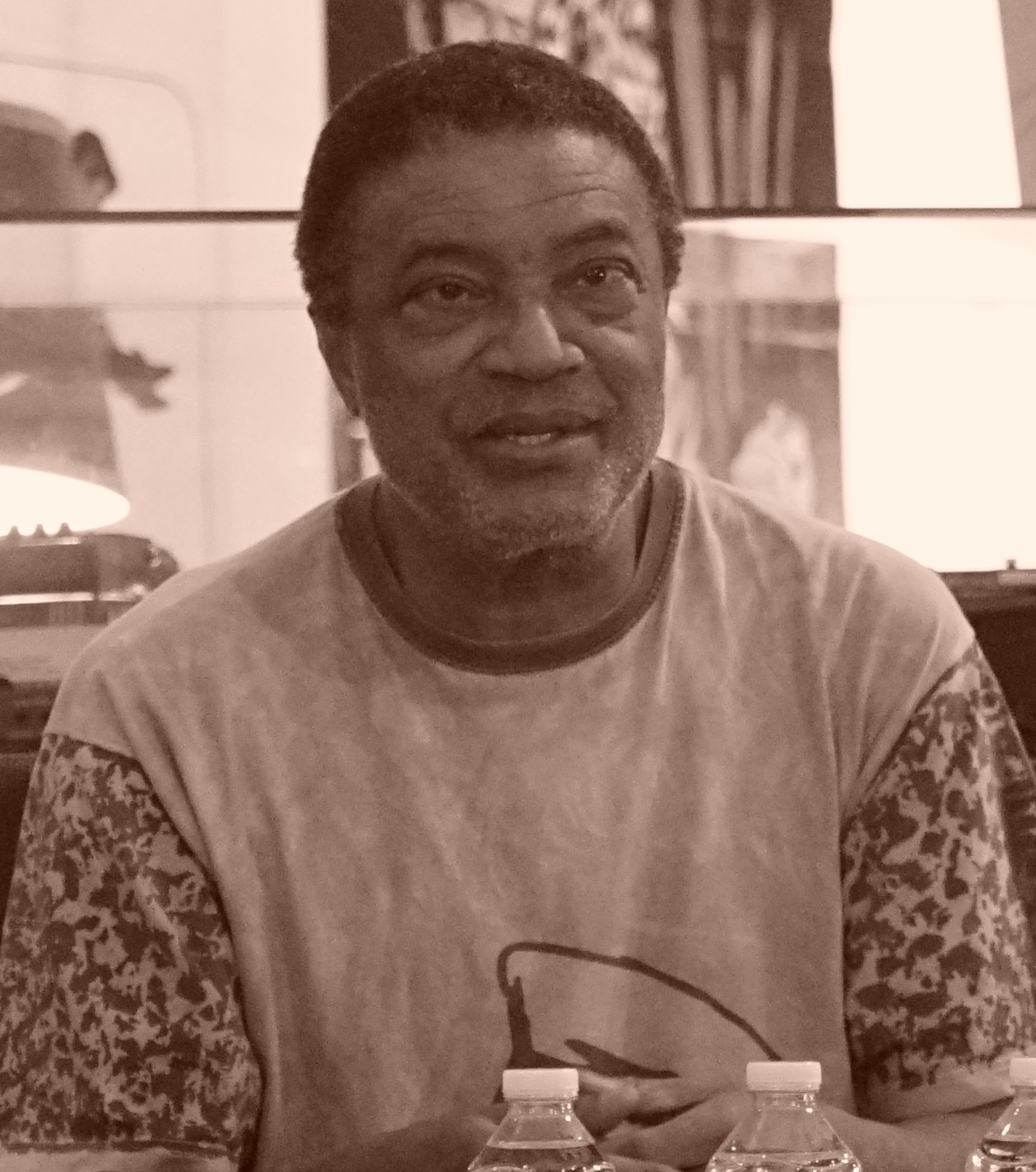
2016.

Tyrone Downie (ur. 20 maja 1956 w Kingston, zm. 5 listopada 2022 tamże) – jamajski pianista i keyboardzista, znanym z występów razem z Bob Marley & The Wailers. Współpracował również z takimi wykonawcami jak Peter Tosh, Tom Tom Club, Ian Dury, Burning Spear, Steel Pulse, Alpha Blondy, Tiken Jah Fakoly, Sly & Robbie czy Youssou N’Dour.